# Balistička raketa lansirana iz vazduha
Balistička raketa lansirana iz vazduha ili skraćeno ALBM (Air-launched ballistic missile) je u stvari balistička raketa lansirana iz aviona. ALBM omogućava lansirnom avionu da sa velikih daljina lansira raketu i udalji se od svog cilja, držeći se daleko izvan dometa odbrambenog oružja kao što su protivvazdušne rakete i avioni presretači. Jednom lansirana, raketa je u suštini imuna na presretanje. Ova karakteristika omogućila je strateškom bombarderu da predstavi verodostojnu opciju odvraćanja drugog udara u eri kada se činilo da poboljšanje protivvazdušne odbrane čini konvencionalne bombardere zastarelim.
Koncept ALBM je proučavan u SAD kao način da se osigura korisnost i preživljavanje njihove velike flote bombardera. Nakon testiranja nekoliko eksperimentalnih dizajna, američko vazduhoplovstvo je započelo razvoj rakete GAM-87 Skibolt sa dometom od 1.150 milja (1.850 km). Jedina druga velika sila koja se oslanjala na strateške bombardere je Britansko Kraljevsko vazduhoplovstvo, koje je takođe odabralo Skibolt da naoruža svoju flotu V bombardera. Sovjetski Savez je preorijentisao svoje strateške snage na interkontinentalne balističke rakete.
Skibolt je na kraju pao na nekoliko ključnih testova, dok je UGM-27 Polaris američke mornarice nudio iste prednosti i više. Skibolt je otkazan, što je dovelo do Skibolt krize i sporazuma o prodaji Polarisa Britanskoj Kraljevskoj mornarici kao deo sporazuma iz Nasaua. Koncept je imao malo aktivnog razvoja sve do 1970-ih kada su bojeve glave ICBM počele da postaju dovoljno precizne da napadnu druge ICBM dok su još bile na zemlji. SAD su izvele nekoliko eksperimenata koristeći postojeće dizajne projektila izbačenih iz teretnih aviona, ali su na kraju u potpunosti napustile ovu liniju istraživanja. SAD nisu sprovele dalji razvoj strateškog ALBM-a, a ova klasa raketa nikada nije imala aktivnu upotrebu.

## Tipovi balističkih raketa koje se lansiraju iz aviona

### High Virgo
High Virgo, takođe poznat kao Veapons Sistem 199C (VS-199C), bio je prototip balističke rakete sa vazdušnim lansiranjem (ALBM) koju su zajednički razvili Lockheed i Convair odeljenje General Dinamics-a tokom kasnih 1950-ih. Raketa se pokazala umereno uspešnom i pomogla je u razvoju kasnijeg GAM-87 Skibolt ALBM. Takođe je korišćen u ranim testovima antisatelitskog oružja.
Kao deo projekta VS-199 za razvoj novog strateškog naoružanja za Stratešku vazdušnu komandu Vazduhoplovstva Sjedinjenih Država, Lockheed Corporation i Convair divizija General Dinamics-a predložili su razvoj balističke rakete sa vazdušnim lansiranjem, koju će nositi superzvučni srednji bombarder Convair B-58 Hustler. Početkom 1958. dve kompanije su dobile ugovor za razvoj oružja, označenog kao VS-199C i kodnog naziva „High Virgo“. Dok je projekat trebalo da bude isključivo razvoj istraživanja i vežbe, planirano je da će oružje biti brzo sposobno da se razvije u operativni sistem ako bude bilo potrebno. Početkom 1958. dve kompanije su dobile ugovor za razvoj oružja, označenog kao VS-199C i kodnog naziva „High Virgo“.
Raketa „High Virgo“ je bila jednostepena raketa, pokretana raketom Thiokol TKS-20 na čvrsto gorivo, i bila je opremljena naprednim inercijskim sistemom navođenja koji je izveden iz sistema krstareće rakete AGM-28 Hound Dog. Četiri repna peraja u krstastom rasporedu obezbeđuju kontrolu pravca. Raketu je razvio Lokid, koristeći komponente razvijene za nekoliko postojećih projektila kako bi se smanjila cena projekta, a takođe i kako bi se smanjilo potrebno vreme za razvoj. Convair je bio odgovoran za razvoj pilona za nošenje i lansiranje projektila sa prototipa B-58, pilon koji je zamenio uobičajeno oružje aviona.
Izvršena su četiri probna leta rakete „High Virgo“. Zbog problema u razvoju, prva dva nisu uključivala inercijalni sistem navođenja, već su bili opremljeni jednostavnim autopilotom koji je vodio oružje po unapred programiranom kursu. Lansiran sa aviona nosača B-58 na velikoj visini i supersoničnoj brzini, početni let, izveden je 5. septembra 1958. godine i bio je neuspešan kada su se komande projektila pokvarile. Drugi test, tri meseca kasnije, pokazao se uspešnijim, sa raketom koja je letela u dometu od skoro 200 milja (320 km). Treći test leta, sledećeg juna, prvi put je koristio inercijski sistem navođenja. Bio je to uspešan let.
Četvrta raketa „High Virgo“ korišćena je u probnoj misiji koja je imala za cilj da pokaže sposobnost rakete za upotrebu kao „satelitski presretač“ ili protivsatelitsku raketu (ASAT). Projektil, modifikovan kamerama za snimanje rezultata testa, prvobitno je bio usmeren na satelit Eksplorer 4. Zbog grešaka u izračunavanju orbite satelita, umesto njega je ciljan Ekplorer 5.
Testna misija ASAT, poslednji let rakete „High Virgo“, izvedena je 22. septembra 1959. Manje od minuta nakon lansiranja rakete iz aviona nosača B-58 na 2 maha  telemetrijski signal je bio izgubljen. Nisu pronađeni nikakvi podaci iz testa, a podaci kamere, koji su nameravani da se naknadno povrate, nisu pronađeni. Stoga je test bio neubedljiv.
Dalja probna ispaljivanja „High Virgo“ nisu sprovedena, jer je istraživački projekat završen. Vazduhoplovstvo je započelo rad na onome što će postati raketa GAM-87 Skibolt, koja uključuje lekcije naučene iz projekta VS-199.

### VS-199B Bold Orion
VS-199B Bold Orion je razvijen od strane Martin Aircraft-a, to je bila balistička raketa sa vazdušnim lansiranjem, lansirana iz srednjeg bombardera B-47 Stratojet, a testovi letenja su obavljeni 1958. i 1959. Rana lansiranja „Bold Oriona“ kao jednostepenog vozila su bili neuspešni, međutim redizajnirana dvostepena raketa dala je poboljšane rezultate, dok je ostatak serije od 12 lansiranja utvrdio da ALBM ima perspektivu. Poslednji probni test Bold Oriona je bio kao protivsatelitska raketa, koja je prošla blizu satelita u krugu od 4 milje (6,4 km) od Eksplorera VI, to je bilo prvo presretanje satelita.
Raketa Bold Orion je razvijena kao deo sistema oružja projekta 199, koji su pokrenule Vazdušne snage Sjedinjenih Država (USAF) kao odgovor na program Polaris američke mornarice, uz finansiranje koje je odobrio Kongres Sjedinjenih Država 1957. Svrha VS-199 je bio razvoj tehnologije koja bi se koristila u novom strateškom naoružanju za Stratešku vazdušnu komandu USAF-a, a ne za isporuku operativnog oružja; primarni akcenat je bio na dokazivanju izvodljivosti balističke rakete sa vazdušnim lansiranjem.
Oznaka VS-199B je dodeljena projektu koji će, prema ugovoru koji je 1958. godine dodelio Martin Aircraft-u, postati raketa Bold Orion. Dizajn Bold Oriona je bio jednostavan, koristeći delove razvijene za druge raketne sisteme kako bi se smanjili troškovi i vreme razvoja projekta. Početna konfiguracija Bold Orion je bila jednostepen raketa, koje je koristilo motor na čvrsto gorivo Thiokol TKS-20 Sergeant. Nakon inicijalnog testiranja, konfiguracija Bold Oriona je izmenjena da postane dvostepena raketa, te je raketi dodat gornji stepen Altair balističke laboratorije.
Pošto mu je Vazduhoplovstvo dalo najveći prioritet, prvi test letenja rakete Bold Orion izveden je 26. maja 1958. sa aviona nosača Boing B-47 Stratodžet, koji je lansirao Bold Orion vozilo na vrhuncu brzog penjanja pod velikim uglom. Taktika penjanja, kombinovana sa potiskom raketnog motora same rakete, omogućila je raketi da postigne svoj maksimalni domet, ili, alternativno, da stigne do svemira.
Izvedena je serija ispitivanja raketa Bold Orion od dvanaest letova. Uprkos tome što je pretrpeo samo jedan potpuni neuspeh, početni testovi letenja jednostepene rakete pokazali su se manje uspešnim nego što se očekivalo. Dobijeno je ovlašćenje da se Bold Orion modifikuje u dvostepenu raketu. Pored modifikacija koje su poboljšale pouzdanost projektila, povećan je i domet Bold Oriona na preko 1.000 milja (1.600 km). Četiri od poslednjih šest probnih ispaljivanja bile su dvostepene rakete. Oni su se smatrali uspešnim i utvrdili su da je ALBM perspektivno oružje.
Završno probno lansiranje Bold Oriona, obavljeno 13. oktobra 1959. godine, to je bio test sposobnosti rakete u antisatelitskoj ulozi rušenja satelita. Lansirana sa visine od 35.000 stopa (11.000 m) sa svog matičnog aviona B-47, projektil je uspešno presreo satelit Eksplorer 6, prošavši svoju metu na dometu manjem od 4 milje (6,4 km) na nadmorskoj visini od 156 milja (251 km). Da je projektil imao nuklearnu bojevu glavu, satelit bi bio uništen.
Bold Orion ASAT test je bio prvo presretanje satelita bilo kojom metodom, dokazujući da su protivsatelitske rakete izvodljive. Ovaj test, zajedno sa ranijim, neuspešnim testom rakete "High Virgo" u antisatelitskoj ulozi, imao je političke reperkusije. Ajzenhauerova administracija je nastojala da uspostavi prostor kao neutralno tlo za svačiju upotrebu, a „indikacija neprijateljske namere“ data u testovima bila je nezadovoljna, a razvoj antisatelitskog oružja je ubrzo prekinut.
Rezultati projekta Bold Orion, zajedno sa onima iz testiranja rakete High Virgo, takođe razvijenih u okviru projekta VS-199, pružili su podatke i znanja koja su pomogla Vazduhoplovstvu u formiranju zahteva za nastavak VS-138A, koji bi proizveo raketu GAM-87 Skibolt.

### GAM-87 Skibolt
Douglas GAM-87 Skibolt je bila balistička raketa sa vazdušnim lansiranjem (ALBM) koju su razvile Sjedinjene Države tokom kasnih 1950-ih. Osnovni koncept je bio da se dozvoli američkim strateškim bombarderima da lansiraju svoje oružje izvan dometa sovjetske odbrane, čak 1.000 milja (1.600 km) od svojih ciljeva. Da bi se to uradilo u obliku koji se lansira iz vazduha, bila je potrebna lagana termonuklearna bojeva glava. Prvobitno je odabran V47 iz rakete Polaris, ali je kasnije zamenjen sa V59 iz rakete Minuteman.
Velika Britanija se pridružila programu Skibolt 1960. godine, nameravajući da ga upotrebi na svojim V bombarderskim snagama. Kada je dizajn dodao zvezdasti tragač pored svog inercijalnog navigacionog sistema (INS), to je značilo da se može nositi samo spolja tamo gde je tragač mogao da vidi nebo. Ovaj zahtev, zajedno sa potrebnim rastojanjem od zemlje pri poletanju, ograničio ga je na bombarder Avro Vulcan. Brojne dizajnerske odluke na V47 navele su RAF da dovede u pitanje njegovu bezbednost, pa su nameravali da koriste sopstvene bojeve glave Red Snov. Ovo je bila teža bojeva glava i smanjila bi domet na oko 600 milja (970 km), što znači da bi bombarderi morali da pređu sovjetsku obalu da bi napali Moskvu.
Testiranje je počelo 1962. godine i u početku je bilo obeleženo nizom neuspeha. Ovi neuspesi, zajedno sa nedostatkom misije nakon uspešnog razvoja balističkih projektila lansiranih sa podmornica (SLBM), doveli su do njegovog otkazivanja u decembru 1962. Velika Britanija je odlučila da svoje čitave snage odvraćanja iz 1960-ih bazira na Skajboltu, a svoje otkazivanje je dovelo do velikog neslaganja između Ujedinjenog Kraljevstva i SAD, danas poznatog kao „Skajboltova kriza“. Ovo je rešeno nizom sastanaka koji su doveli do toga da je Kraljevska mornarica dobila raketu UGM-27 Polaris i izgradila podmornice klase "Resolution" za njihovo lansiranje.
Tokom razvoja, odlučeno je da sistem ne može da postigne potrebnu tačnost na željenom opsegu bez poboljšanja sistema navođenja. Ovo je dovelo do uvođenja platforme za praćenje zvezda koja bi poboljšala postojeći inercijalni navigacioni sistem. Sistem je morao da bude sposoban da prati svetle zvezde na direktnoj sunčevoj svetlosti, što je bio izazovan zahtev. Ova promena je značila da je projektil mogao da se nosi samo na lokacijama gde je prednji deo rakete mogao neprekidno da posmatra nebo. To je oduvek bio slučaj na B-52 bombarderu, gde su bili nošeni pod krilima, ali su predstavljali problem za neke od britanskih dizajna. Na kraju, Skibolt je bio ograničen na Vulcan, gde su njegove tačke montaže omogućile da se nos projektila projektuje ispred delta krila ovog aviona.
Do 1961. godine, nekoliko testnih artikala je bilo spremno za testiranje sa B-52. Januara 1961. Britanska delegacija je posetila Daglas fabriku u Santa Moniki u Kaliforniji, kako bi se uverili da su modifikacije aviona kompatibilne sa projektilom. U Britaniji su počela ispitivanja kompatibilnosti sa modelima na Vulkanu.
Pokrenuti testovi su počeli u aprilu 1962. godine, ali serija testova je prošla loše, sa prvih pet ispitivanja koja su završila neuspehom. Prvi potpuno uspešan let dogodio se tek 19. decembra 1962.
Britanci su otkazali sve druge projekte da bi se u potpunosti koncentrisali na Skibolt. Kada ih je Maknamara obavestio da razmišljaju o otkazivanju programa u novembru 1962. godine, u Donjem domu je izbila bura protesta. Džo Grimond je primetio: "Zar ovo ne označava apsolutni neuspeh politike nezavisnog odvraćanja? Nije li slučaj da su svi drugi u svetu to znali, osim Konzervativne stranke u ovoj zemlji?"  Predsednik Kenedi je zvanično otkazao program 22. decembra 1962.
Kako je politički sukob prerastao u veliku krizu, sazvan je hitan sastanak između stranaka iz SAD i Velike Britanije, što je dovelo do sporazuma iz Nasaua. Tokom narednih nekoliko dana napravljen je novi plan kojim je Ujedinjeno Kraljevstvo kupilo Polaris SLBM, ali opremljen britanskim bojevim glavama kojima je nedostajao sistem sa dvostrukim ključem. Velika Britanija bi tako zadržala svoje nezavisne snage za odvraćanje, iako je njena kontrola prešla sa RAF-a uglavnom na Kraljevsku mornaricu. Polaris, mnogo bolji sistem naoružanja za Veliku Britaniju, bio je veliki „zalogaj“ i nazivan je „skoro pogodbom veka“. RAF je zadržao taktičku nuklearnu sposobnost sa VE.177 koji su naoružavali V bombardere i kasnije snage Panavia Tornado.
GAM-87 je pokretao dvostepeni raketni motor na čvrsto gorivo. Raketa je bila opremljena repom za smanjenje otpora dok je bila na pilonu, koji je odbačen ubrzo nakon što se ispusti raketa iz aviona. Nakon pregorevanja u prvoj fazi, Skibolt je stajao neko vreme pre nego što se druga faza upali. Kontrola prve faze je bila preko osam pokretnih repnih peraja, dok je druga faza bila opremljena kardanom.
Navođenje je bilo u potpunosti na inercijskoj platformi. Trenutna pozicija je stalno ažurirana iz aviona domaćina kroz tačne popravke putanje, što znači da tačnost platforme unutar projektila nije bila toliko kritična.
B-52 je trebalo da nosi četiri projektila, po dve ispod svakog krila na stubu naoružanja sa adapterom za dvostruki lanser sa blago pomaknutim projektilima (unutrašnja raketa malo ispred vanjske rakete). Vulkan je nosio dve rakete, po jednu na manjim potkrilnim pilonima.

### Air Mobile Test izvodljivosti: C-5 sa LGM-30
Početkom 1970-ih, USAF je testirao vazdušno lansiranje Minuteman 1b ICBM iz transportnog aviona C-5A Galaksi. Dana 24. oktobra 1974. godine, Organizacija za svemirske i raketne sisteme uspešno je sprovela testiranje izvodljivosti Air Mobile gde je avion C-5A Galaksi bacio projektil od 86.000 funti sa visine od 20.000 stopa iznad Tihog okeana. Raketa je pala na 8.000 stopa pre nego što se upalio njen raketni motor. Sagorevanje motora od 10 sekundi ponovo je diglo raketu na 20.000 stopa pre nego što je pala u okean. Test je dokazao izvodljivost lansiranja interkontinentalne balističke rakete iz vazduha. Operativno raspoređivanje je odbačeno zbog inženjerskih i bezbednosnih poteškoća, iako je ta sposobnost korišćena kao pregovaračka tačka u pregovorima o ograničenju strateškog naoružanja.

### H-47M2 Kinžal
Kh-47M2 Kinzhal (NATO izveštajno ime je Killjoi) je ruska hipersonična aero-balistička raketa vazduh-zemlja sa mogućnošću postavljanja i nuklearnih bojevih glava. Ima domet više od 2.000 km (1.200 milja), brzinu od 12 maha (3,4 km/s, 2,5 mi/s) i sposobnost izvođenja manevara izbegavanja protivničke PVO u svakoj fazi leta. Može da nosi i konvencionalne i nuklearne bojeve glave  i može se lansirati iz bombardera Tu-22M3 ili presretača MiG-31K. Raspoređen je u vazdušnim bazama u Rusiji u Južnom i Zapadnom vojnom okrugu.
Projektil je dizajniran da pogodi ratne brodove NATO-a koji predstavljaju pretnju strateškim raketnim sistemima u evropskoj Rusiji i da uništi odbrambene sisteme NATO-a, brodove za odbranu od balističkih raketa i kopnene objekte u blizini ruskih granica. Navodno je dizajniran da prevaziđe sve poznate ili planirane NATO sisteme vazdušne ili raketne odbrane uključujući MIM-104 Patriot, Terminal High Altitude Area Defense i Aegis Combat Sistem. Umesto da koristi novije dizajne hipersoničnih raketa, koristi klasičniju tehnologiju balističkih projektila za veće brzine.
Celokupni dizajn projektila je uzet sa 9K720 Iskandera, kao i deo za navođenje koji je modifikovan za ovu raketu. Može da pogodi statične i mobilne mete kao što su nosači aviona.
Pošto leti hipersoničnim brzinama unutar atmosfere, vazdušni pritisak ispred njega formira plazma oblak dok se kreće, apsorbujući radio talase (Plasma stealth).
Velika brzina „Kinžala“ daje mu bolje karakteristike penetracije cilja od lakših, sporijih krstarećih raketa. Sa naprednim mogućnostima manevrisanja, visokom preciznošću i hipersoničnom brzinom, neki izvori mu daju naziv „ubica nosača“ zbog navodne sposobnosti da onesposobi i možda čak potopi supernosač aviona od 100.000 tona jednim udarcem. Sa masom od 2.000 kg (4.400 lb) i brzinom od 12 maha (uključujući bojevu glavu od 500 kg i ostale delove projektila), Kinžal ima više od 16,9 giga džula kinetičke energije udara, ili ekvivalent od 4.000 kg TNT-a.
Ruski mediji tvrde da je domet projektila 2.000 km (1.200 milja; 1.100 nmi), to je kada ga nosi MiG-31K, a kada ga nosi Tu-22M3 onda rakete idu i do 3.000 km (1.900 mi; 1.600 nmi).
Kinžal je ušao u službu u decembru 2017. i jedno je od šest novih ruskih strateških oružja koje je predstavio ruski predsednik Vladimir Putin 1. marta 2018.
U maju 2018. deset MiG-31K sposobnih da koriste rakete Kinžal bili su na eksperimentalnom borbenom dežurstvu i spremni za raspoređivanje. Do decembra 2018. godine, avioni naoružani raketama Kinžal izveli su 89 letova iznad Crnog i Kaspijskog mora.
Do februara 2019. godine, posade nosača raketa MiG-31K Kinžal izvele su više od 380 trenažnih letova sa raketom, od kojih je najmanje 70 aviona je koristilo punjenje gorivom u vazduh. Rusija bira lovac MiG-31 kao nosač za najsavremenije hipersonično oružje. Oružje je javno debitovalo tokom međunarodnog takmičenja "Aviadarts" u avgustu 2019.
Prema TASS-u, prvo lansiranje Kinžala na Arktiku održano je sredinom novembra 2019. Navodno je lansiranje izveo MiG-31K iz vazdušne baze Olenja. Raketa je pogodila zemaljski cilj na poligonu „Pemboi“, dostigavši brzinu od 10 maha. U junu 2021. raketu Kinžal je lansirao MiG-31K iz vazduhoplovne baze Hmeljin, na kopneni cilj u Siriji. Formiran je poseban avijacijski puk, naoružan avionima MiG-31K sa hipersoničnom raketom Kinžal 2021.
Glasine početkom februara 2022. sugerisale su da je nekoliko presretača MiG-31 naoružanih raketama Kinžal poslato iz vazduhoplovne baze Solci, Novgorodska oblast, u mornaričku avio-bazu Černjahovsk u zapadnoj ruskoj eksklavi Kalinjingrad. Vazdušno-kosmičke snage Rusije lansirale su rakete Kinžal 19. februara 2022.
Tokom ruske invazije na Ukrajinu 2022. godine, ruska vojska je saopštila da je koristila projektile Kinžal da uništi navodno podzemno skladište naoružanja ukrajinskih oružanih snaga u Deljatinu 18. marta 2022. i skladište goriva u Konstantinovki sledećeg dana. Američki predsednik Džo Bajden je rekao o njegovoj upotrebi „Kao što svi znate, to je značajno oružje, ali sa istom bojevom glavom na sebi kao i svaka druga lansirana raketa. To ne čini toliku razliku osim što je gotovo nemoguće zaustaviti to.
Navodno je Kinžal ponovo korišćen 11. aprila. Prema izveštajima, ruski avion Tu-22 je 9. maja lansirao tri rakete tipa Kinžal na ciljeve u lučkom gradu Odesi.
Tri borbena aviona MiG-31I sa hipersoničnim raketama Kinžal prebačena su na aerodrom Čkalovsk u Kalinjingradskoj oblasti 18. avgusta 2022. Dana 1. oktobra 2022. jedan od ruskih migova koji su nosili rakete Kinžal je MiG-31 iz vazdušne baze u Belbeku, na Krimu i on se srušio iz nepoznatih razloga i tom prilikom je uništen.
Međutim, neki zapadni mediji i konsultovani stručnjaci izrazili su rezerve u pogledu stvarnih mogućnosti rakete Kinžal.

### DF-17
Dongfeng-17 ili (DF-17) je kineska je balistička raketa srednjeg dometa na čvrsto gorivo. Zvanično je predstavljen na vojnoj paradi povodom Dana državnosti 1. oktobra 2019, tako da je ovo prvi operativni hipersonični sistem oružja u Kini i jedan od prvih u svetu koji je stavljen u punu operativnu upotrebu.
DF-17 koristi raketni pojačivač (buster) iz već operativne balističke rakete kratkog dometa DF-16 B. Kao takav, sam dizajn projektila nije zahtevao veće izmene. Međutim, najveća promena je očigledna upotreba hipersoničnog dela rakete umesto konvencionalne bojeve glave koja se nalazi u normalnim balističkim projektilima i MIRV-ovima .
DF-ZF HGV deluje na drugačiji način od normalnih balističkih projektila ili čak interkontinentalnih balističkih projektila. Umesto da leti u normalnom luku, DF-17 HGV potiskuje svoju putanju i ubrzava da bi dostigao 5 Maha.
Zbog njegove potisnute putanje na nižoj nadmorskoj visini, nego kod drugih normalnih balističkih projektila, presretanje kliznog DF-17 sa ABM zaštitom postaje daleko teže i složenije nego kod konvencionalnih projektila pri ponovnom ulasku u atmosferu. Ovo čini let DF-17 sa dodatnim segmentom DF-ZF daleko lakšim za manevrisanje; proširujući i svoj domet i izbegavajući potencijalnu ABM zaštitu. Kao takav, DF-17 bi mogao da pogodi regionalne ciljeve uprkos svojoj SRBM prirodi. DF-17 se može takođe koristiti i za montiranje konvencionalne bojeve glave, sem nuklearne, zašta je prevashodno namenjena.
Testiranje prototipova DF-17 je bilo sve do 2017. Najmanje devet probnih letova je obavljeno između januara 2014. i novembra 2017.
1. novembra 2017. izvršen je testni let lansiranjem iz Centra za lansiranje satelita Jiukuan u Unutrašnjoj Mongoliji. Raketa je preleteo približno 1.400 kilometara, a HGV je leteo na smanjenoj visini od oko 60 kilometara nakon završetka balističke faze i faze leta. Test je usledio nakon prvog plenuma 19. partijskog kongresa Komunističke partije Kine u oktobru. Raketa je zvanično predstavljena tokom parade povodom Dana državnosti 1. oktobra 2019.
U martu 2020. Ministarstvo odbrane Sjedinjenih Država predlaže da se ubrza razvoj konvencionalno naoružanih hipersoničnih oružja (HGV) kako bi se održao korak sa kineskim razvojem. Majkl Grifin, bivši podsekretar odbrane za istraživanje i inženjering, predstavio je Komitetu za oružane snage Predstavničkog doma da Sjedinjenim Državama treba da razviju hipersonično oružje kako bi omogućilo da budu jednaki onome što rade protivnici SAD.
U oktobru 2020. godine, bombarder H-6 primećen je u vazduhoplovnoj bazi Neikiang kako je sleteo sa nečim što je izgledalo kao balistička raketa koja se lansira iz vazduha sličnom DF-17. Tako da sa sigurnošću može da se kaže da Kineske oružane snage se kopnenih lansera, poseduju i vazdušne snage koje mogu da lansiraju balističke rakete.

### DF-21
Dong-Feng 21 (DF-21) je dvostepena balistička raketa na čvrsto gorivo srednjeg dometa (MRBM) u seriji Dong Feng koju je razvila Kineska akademija za mehaniku i elektroniku i to je prva kineska raketa kopnenog baziranja na čvrsto gorivo. Ministarstvo odbrane SAD je 2008. godine procenilo da Kina ima 60-80 projektila i 60 lansera; godišnje se može napraviti otprilike 10-11 projektila.
Prvobitno razvijeno kao strateško oružje, kasnije varijante DF-21 su dizajnirane i za nuklearne i za konvencionalne misije. Smatra se da može da nosi eksploziv, podmuniciju ili nuklearnu bojevu glavu od 300 kt. Za najnoviji DF-21D rečeno je da je prva protivbrodska balistička raketa (ASBM) na svetu. DF-21 je takođe razvijen i kao protivsatelitsko oružje, kao i nosač za protivraketno oružje.
Iako je sam lanser mobilan da bi se smanjila ranjivost, stvarna jedinica za lansiranje zahteva vozila za podršku koja mogu pokriti područje od 300×300 metara, što otežava brzo kretanje i lakše otkrivanje. Takođe, lanser na točkovima nije napravljen da se kreće van puta i zahteva čvrstu podlogu prilikom lansiranja rakete kako bi se sprečilo oštećenje vozila, ograničavajući njegove lokacije za lansiranje na putevima.
Osnovna varijanta DF-21 imala je domet od 1.770+ km, i nosivost od 600 kg (1.300 lb) koja se sastojala od jedne nuklearne bojeve glave od 500 kt, sa procenjenom verovatnoćom kružne greške (CEP) od 300~400 m; ova verzija nije ušla u operativnu upotrebu. DF-21A je bio operativan do 1996. godine i imala je poboljšanu preciznost sa procenjenim CEP od 100~300 m. Izveštaji govore da i ova verzija ima sličan domet od 1.770+ km, sa potencijalnim proširenim dometom od 2.150 km (1.340 mi).
DF-21C je otkrivena 2006. godine i to terminalno vođena verzija koja ima maksimalni domet za koji se veruje da je oko 1.700 km (1.100 mi)  i preciznost procenjenu na 50~100 m. Raketa je bila prva verzija sa dvostrukom sposobnošću, koja je mogla da bude naoružana ili nuklearnom ili konvencionalnom bojevom glavom. 2010. godine, DF-21C je bio raspoređen u centralnoj i zapadnoj Kini.
DF-21D (CSS-5 Mod-4) je protivbrodska balistička raketa čiji je maksimalni domet veći od 1.450 kilometara (900 milja; 780 nmi), prema izveštajima američkog Nacionalnog vazdušnog i svemirskog obaveštajnog centra. Obaveštajni centar je 2009. znao za ovu verziju ali nisu verovali da je raketa već raspoređena u oružanim snagama Kine. Smatrali su da je sistem navođenja još uvek u evolucionom procesu. Primećeno je da ima poteškoća sa unutrašnjim sistemima napajanja i gubi tačnost tokom leta.
Ministarstvo odbrane SAD je 2010. godine izjavilo da je Kina razvila i dostigla početnu operativnu sposobnost (IOC)  konvencionalno naoružane  i visoko precizne hipersonične  kopnene protivbrodske balističke rakete zasnovane na DF-21. Ovo je prvi ASBM i sistem naoružanja koji može da gađa pokretnu udarnu grupu nosača aviona iz daljinskih mobilnih lansera sa kopna. Smatra se da DF-21D koristi manevarska vozila (MaRVs) sa terminalnim sistemom navođenja. Takva raketa je možda bila testirana 2005-6, a lansiranje satelita Jianbing-5/IaoGan-1 i Jianbing-6/IaoGan-2 bi dalo Kinezima informacije o ciljanju iz SAR-a (radar sa sintetičkim otvorom) i vizuelne slike. Nadogradnje povećavaju sposobnost Kine da spreči američke snage u slučaju potencijalnog konflikta sa Tajvanom da im brodovima doturaju oružje.
U martu 2018, šef Odbrambene obaveštajne agencije Robert Ešli potvrdio je da Kina razvija dve nove balističke rakete sa vazdušnim lansiranjem, od kojih jedna može da nosi nuklearnu bojevu glavu. Bombarder H-6K bi bio pogodan za lansiranje takvih projektila. Jedna od ovih raketa je derivat DF-21 pod nazivom CH-AS-Ks-13 i ima domet od 3.000 km.

## Balističke trenažne rakete sa vazdušnim lansiranjem
Izraelska meta raketa Sparrov se koristi za testiranje antibalističkog raketnog sistema Arrow.
Ciljna raketa Sparrov je izraelska balistička raketa srednjeg dometa koju proizvodi Rafael Advanced Defence Sistems. Raketa se trenutno koristi kao meta za testiranje sistema protiv balističkih raketa Arrow. Raketa ima modularni deo bojeve glave i sposobna je da nosi visokoeksplozivnu bojevu glavu.
Postoje tri verzije projektila: Crni vrabac (Black Sparrov), Plavi vrabac ( Blue Sparrov) i Srebrni vrabac (Silver Sparrov). Verzija Silver Sparrov je dizajnirana da simulira iranske balističke rakete klase Shahab-3 sa dometom od 1.500-2.000 km.
Verzija Srebrnog vrapca je prvi put testirana 2. septembra 2013. Lansiranje sa Mediterana je otkriveno od strane radara za rano upozorenje ruske balističke rakete u Armaviru, nakon čega je Izrael potvrdio test više od sat vremena kasnije.

## Bibliografija
- McMurran, Marshall William (2008). Achieving Accuracy: A Legacy of Computers and Missiles. Bloomington, IN: Xlibris. ISBN 978-1-4363-8107-9. Приступљено 2011-10-03.
- Parsch, Andreas (2005). „WS-199”. Directory of U.S. Military Rockets and Missiles. designation-systems.net. Приступљено 2010-12-28.
- Temple, L. Parker, III (2004). Shades of Gray: National Security and the Evolution of Space Reconnaissance. Reston, VA: American Institute of Aeronautics and Astronautics. ISBN 978-1-56347-723-2. Приступљено 2010-12-28.
- Yengst, William (2010). Lightning Bolts: First Manuevering [sic] Reentry Vehicles. Mustang, OK: Tate Publishing & Enterprises. ISBN 978-1-61566-547-1.
- Yenne, Bill (2005). Secret Gadgets and Strange Gizmos: High-Tech (and Low-Tech) Innovations of the U.S. Military. St. Paul, MN: Zenith Press. ISBN 978-0-7603-2115-7.
- 1st Session. House Committee On Science And Astronautics. U.S. Congress. 87th Congress (1961). A Chronology of Missile and Astronautic Events. Washington, D.C.: Government Printing Office. ASIN B000M1F3O0. Приступљено 2011-01-19.
- Ball, Desmond (1980). Politics and Force Levels: The Strategic Missile Program of the Kennedy Administration. Berkeley, CA: University of California Press. стр. 226. ISBN 978-0-520-03698-7. Приступљено 2011-01-19.
- Besserer, C.W.; Hazel C. Besserer (1959). Guide to the Space Age. Englewood Cliffs. NJ: Prentice-Hall. ASIN B004BIGGO6.
- Bowman, Robert (1986). Star Wars: A Defense Insider's Case Against the Strategic Defense Initiative. Los Angeles: Tarcher Publications. ISBN 9780874773903. Приступљено 2011-01-19.
- Bulkeley, Rip; Graham Spinardi (1986). Space Weapons: Deterrence or Delusion?. Totowa, NJ: Barnes & Noble Books. стр. 17. ISBN 978-0-389-20640-8.
- Friedman, Norman (2000). Seapower and Space: From the Dawn of the Missile Age to Net-Centric Warfare. London: Chatham Publishing. ISBN 978-1-86176-004-3.
- Hays, Peter L. (2002). United States Military Space: Into the Twenty-First Century. INSS Occasional Papers. 42. Maxwell AFB, AL: Air University Press. ISBN 9781428961241.
- Lewis, John S.; Ruth A. Lewis (1987). Space Resources: Breaking the Bonds of Earth. New York: Columbia University Press. ISBN 978-0-231-06498-9.
- Ordway, Frederick Ira; Ronald C. Wakeford (1960). International Missile and Spacecraft Guide. New York: McGraw-Hill. ASIN B000MAEGVC.
- Parsch, Andreas (2005). „WS-199”. Directory of U.S. Military Rockets and Missiles. designation-systems.net. Приступљено 2010-12-28.
- Peebles, Curtis (1997). High Frontier: The U.S. Air Force and the Military Space Program. Washington, D.C.: Air Force Historical Studies Office. ISBN 978-0-7881-4800-2. Приступљено 2010-12-28.
- Smith, Marcia S. (1981). United States Civilian Space Programs, 1958–1978; Report Prepared for the Subcommittee on Space Science and Applications. 1. Washington, DC: Government Printing Office. ASIN B000VA45WS.
- Stares, Paul B. (1985). The Militarization of Space: U.S. Policy, 1945–1984. Ithaca, N.Y: Cornell University Press. ISBN 978-0-8014-1810-5.
- Temple, L. Parker, III (2004). Shades of Gray: National Security and the Evolution of Space Reconnaissance. Reston, VA: American Institute of Aeronautics and Astronautics. ISBN 978-1-56347-723-2. Приступљено 2010-12-28.
- Yengst, William (2010). Lightning Bolts: First Manuevering [sic] Reentry Vehicles. Mustang, OK: Tate Publishing & Enterprises. ISBN 978-1-61566-547-1.
- Yenne, Bill (2005). Secret Gadgets and Strange Gizmos: High-Tech (and Low-Tech) Innovations of the U.S. Military. St. Paul, MN: Zenith Press. ISBN 978-0-7603-2115-7.
- Brookes, Andrew (1982). V Force – The History of Britain's Airborne Deterrent. London: Book Club Associates.

## Spoljašnje veze
- Air-launched Minuteman ICBM
- B-58 Hustler ALBM flight test program - US Air Force documentary film, 1959 (Progress Report #1 - Convair, 1958)
- Bold Orion ALBM (WS-199B), Gunterova svemirska stranica..
- Bold Orion (2 Stage) ALBM (WS-199B), Gunter's Space Page.
- Bold Orion, spaceline.org.
- Kh-47M2 Kinzhal Kinžal.
- CSIS Missile Threat - Dong Feng-21
- Global Security description
- Sinodefense description
- Encyclopedia Astronautica description
- The Chinese DF-21D anti carrier weapon kill chain - Youtube.com